# Sommerbiathlon-Juniorenweltmeisterschaften
Seit dem Jahr 2000 veranstaltet die Internationale Biathlon-Union (IBU) regelmäßig Sommerbiathlon-Juniorenweltmeisterschaften. Gelaufen wird dabei auf Rollskiern oder im Crosslauf.  
Die Sommerbiathlon-Juniorenweltmeisterschaften werden jedes Jahr zusammen mit den Sommerbiathlon-Weltmeisterschaften der Senioren im Spätsommer ausgetragen. Anders als die Biathlon-Weltmeisterschaften finden sie auch in den Jahren mit Olympischen Winterspielen statt. 

## Wettbewerbe
Im Crosslauf wurden die ersten Juniorenmeisterschaften 2000 in Chanty-Mansijsk über die Distanzen Sprint und Verfolgung, die sich zum Winterbiathlon allerdings in der Länge unterschieden, ausgetragen. 2007 wurden auch die Rollskibiathleten in das Programm aufgenommen, während die Crosslaufbewerbe nach 2009 durch die Sommerbiathlon-Europameisterschaften ersetzt wurden. 2019 wurde das Programm um den Supersprint ergänzt. Während die Rollski-Wettbewerbe die auch für den Weltcup übliche Distanz von 10 km und 12,5 km bei den Herren beziehungsweise 7,5 km und 10 km bei den Damen besitzen, liefen die Crosswettbewerbe über 4 km und 6 km bei den Herren, bei den Damen waren beide Strecken um jeweils einen Kilometer kürzer. Seit 2019 werden parallel zu den Seniorenwettkämpfen auch auf Skirollern verkürzte Distanzen gelaufen. So betragen die Sprintdistanzen seither 6 und 7,5 km, in den Verfolgungsrennen wird über 7,5 respektive 10 km gelaufen.
Neben den Einzelrennen gab es zudem noch einen Staffelwettkampf, der bis 2005 zunächst nach Geschlechtern getrennt ausgerichtet wurde. Bis 2019 gab es nur noch eine Mixedstaffel im Rollerski, bei der zwei Männer und zwei Frauen laufen. Außerdem wurde einmal ein Massenstart als Disziplin ausgetragen.

## Bisherige Juniorenweltmeisterschaften
Bis heute wurden insgesamt 24 Sommerbiathlon-Juniorenweltmeisterschaften ausgetragen. Zu den Medaillengewinnern siehe Liste der Juniorenweltmeister im Sommerbiathlon.

### Austragungsorte
| Jahr | Austragungsort(e)    |
| ---- | -------------------- |
| 2000 | Chanty-Mansijsk      |
| 2001 | Jamrozowa Polana     |
| 2002 | Jablonec nad Nisou   |
| 2003 | Forni Avoltri        |
| 2004 | Osrblie              |
| 2005 | Muonio               |
| 2006 | Ufa                  |
| 2007 | Otepää               |
| 2008 | Haute-Maurienne      |
| 2009 | Oberhof              |
| 2010 | Duszniki-Zdrój       |
| 2011 | Nové Město na Moravě |
| 2012 | Ufa                  |
| 2013 | Forni Avoltri        |
| 2014 | Tjumen               |
| 2015 | Cheile Grădiștei     |
| 2016 | Otepää               |
| 2017 | Tschaikowski         |
| 2018 | Nové Město na Moravě |
| 2019 | Minsk                |
| 2020 | Ruhpolding           |
| 2021 | Nové Město na Moravě |
| 2022 | Ruhpolding           |
| 2023 | Osrblie              |
| 2024 | Otepää               |